# 靈山戰鬥 (抗日戰爭)
靈山戰鬥發生於1940年3月14日－25日，地點則是在中國桂南一帶。是抗日戰爭主要戰鬥之一，交戰一方為國民革命軍，另一方則為日軍。